# Rafael Leão
Rafael Alexandre da Conceição Leão (pronunție în portugheză [ʁɐfɐˈɛl ˈljɐ̃w]; n. 10 iunie 1999, Almada, Zona metropolitană Lisabona, Portugalia) este un fotbalist profesionist portughez care joacă ca atacant la AC Milan în Serie A și la echipa națională de fotbal a Portugaliei. Considerat unul dintre cei mai buni pe postul de aripă din lume, este cunoscut pentru driblingul și viteza sa.
Absolvent din sistemul de tineret lui Sporting CP, Leão și-a făcut debutul la prima echipă în 2018, câștigând Taça da Liga 2017–18, înainte de a rezilia unilateral contractul, în urma unui incident în instalațiile clubului care a implicat o mulțime de fani ultrași. La scurt timp după, s-a alăturat echipei din Ligue 1 Lille pe un transfer gratuit. AC Milan l-a semnat în 2019 pentru o sumă de 35 de milioane de euro. În al treilea sezon la club, a ajutat echipa să câștige titlul de Serie A în sezonul 2021-22, care a pus capăt secetei de 11 ani a clubului. De asemenea, a fost votat cel mai valoros jucător din Serie A și a fost inclus pe lista scurtă de 30 de oameni pentru Balonul de Aur.
Leão este un fost internațional de tineret al Portugaliei, reprezentând țara sa la diferite niveluri de tineret, făcând parte din echipa sub 17 ani care a câștigat Campionatul European din 2016. Și-a făcut debutul internațional la seniori în 2021.

## Statistici carieră
La 17 august 2025.
| Club          | Sezon         | Campionat     | Campionat | Campionat | Cupă    | Cupă   | Europa  | Europa | Altele  | Altele | Total   | Total  |
| Club          | Sezon         | Divizie       | Meciuri   | Goluri    | Meciuri | Goluri | Meciuri | Goluri | Meciuri | Goluri | Meciuri | Goluri |
| ------------- | ------------- | ------------- | --------- | --------- | ------- | ------ | ------- | ------ | ------- | ------ | ------- | ------ |
| Sporting CP B | 2016–17       | LigaPro       | 1         | 1         | —       | —      | —       | —      | —       | —      | 1       | 1      |
| Sporting CP B | 2017–18       | LigaPro       | 11        | 6         | —       | —      | —       | —      | —       | —      | 11      | 6      |
| Sporting CP B | Total         | Total         | 12        | 7         | —       | —      | —       | —      | —       | —      | 12      | 7      |
| Sporting CP   | 2017–18       | Primeira Liga | 3         | 1         | 0       | 0      | 1       | 0      | —       | —      | 4       | 1      |
| Lille         | 2018–19       | Ligue 1       | 24        | 8         | 2       | 0      | —       | —      | —       | —      | 26      | 8      |
| AC Milan      | 2019–20       | Serie A       | 31        | 6         | 2       | 0      | —       | —      | —       | —      | 33      | 6      |
| AC Milan      | 2020–21       | Serie A       | 30        | 6         | 2       | 0      | 8       | 1      | —       | —      | 40      | 7      |
| AC Milan      | 2021–22       | Serie A       | 34        | 11        | 4       | 2      | 4       | 1      | —       | —      | 42      | 14     |
| AC Milan      | 2022–23       | Serie A       | 35        | 15        | 1       | 0      | 11      | 1      | 1       | 0      | 48      | 16     |
| AC Milan      | 2023–24       | Serie A       | 34        | 9         | 2       | 2      | 11      | 4      | —       | —      | 47      | 15     |
| AC Milan      | 2024–25       | Serie A       | 34        | 8         | 5       | 1      | 10      | 3      | 1       | 0      | 50      | 12     |
| AC Milan      | 2025–26       | Serie A       | 0         | 0         | 1       | 1      | —       | —      | —       | —      | 1       | 1      |
| AC Milan      | Total         | Total         | 198       | 55        | 17      | 6      | 44      | 10     | 2       | 0      | 261     | 71     |
| Total carieră | Total carieră | Total carieră | 237       | 71        | 19      | 6      | 45      | 10     | 2       | 0      | 303     | 87     |

Note
1. ↑  Include Coupe de France, Coppa Italia
2. 1 2  Apariție(i) în UEFA Europa League
3. 1 2 3  Apariții în UEFA Champions League
4. 1 2  Apariție în Supercoppa Italiana
5. ↑  Cinci apariții și un gol în UEFA Champions League, șase apariții și trei goluri în UEFA Europa League

## Palmares
AC Milan
- Serie A: 2021–22 [5]
- Supercoppa Italiana: 2024–25[6]
- Coppa Italia vice-campion: 2024–25[7]

Portugalia U17
- Campionatul European UEFA Under-17: 2016 [8]

Portugalia U19
- Vice-campion la Campionatul European Under-19 al UEFA: 2017 [9]

Portugalia U21
- Vice-campion la Campionatul European Under-21 al UEFA: 2021 [10]

Portugalia
- Liga Națiunilor UEFA: 2024–25[11]

Individual
- Cel mai valoros jucător din Serie A: 2021–22 [12]
- Jucătorul lunii din Serie A: octombrie 2022,[13] aprilie 2023,[14] septembrie 2023 [15]
- Golul lunii Serie A: septembrie 2022 [16]
- Echipa anului din Serie A: 2021–22,[17] 2022–23,[18] 2023–24 [19]
- Fotbalistul anului din Serie A: 2022 [17]
- Cele mai multe pase de gol din Serie A: 2023–24 [20]

Recorduri
- Cel mai rapid gol marcat vreodată în Serie A: 6,2 secunde după startul Sassuolo – AC Milan, în sezonul 2020-21.[21]